# Traumstadt
Traumstadt ("Città di sogno") è un film tedesco del 1973, diretto da Johannes Schaaf, tratto dal romanzo L'altra parte di Alfred Kubin, la cui storia viene attualizzata all'epoca contemporanea.

## Trama
Florian e Anna Sand sono una coppia di artisti di Monaco di Baviera. Florian lavora come grafico, ma si sente ostacolato nella sua creatività e per questo frustrato. Il suo sogno di un'assoluta libertà artistica non riesce a concretizzarsi nella sua vita attuale. Si accorge che da tre giorni un misterioso individuo lo segue continuamente, prima che questi infine si sveli come un emissario di Claus Patera, un vecchio compagno di scuola di Florian che grazie a possenti mezzi finanziari ha costruito una città di sogno in mezzo a un deserto. Egli offre a Sand e a sua moglie la possibilità di trasferirsi là, dove potranno realizzare tutti i loro desideri e i loro sogni. Allettati dal miraggio di un'infinita libertà, Florian und Anna intraprendono un lungo e disagevole viaggio verso il misterioso "El Dorado", lontano dagli ultimi rimasugli della civiltà, e dal loro arrivo, dopo essere stati accolti da uno strano nano, sono impressionati dalle possibilità presentate da una tale città visionaria, i cui edifici sono stati trasportati dall'Europa e ricostruiti pietra su pietra. La pittoresca animazione di questo luogo barocco e kafkiano, con le sue figure spesso bizzarre e quasi felliniane, affascina i nuovi arrivati.
Tuttavia, Anna mostra presto dei problemi ad acclimatarsi a questo luogo singolare e a gestire le turbinanti emozioni che provoca. Rimane atterrita e travolta dal baccano, dall'abbondanza e dalla sfrenatezza di questo mondo utopistico. Anna va incontro ad un esaurimento nervoso e la città di sogno, in quanto luogo dove non ci sono limiti, diventa per lei una città d'incubo. Dato che i medici presenti in città non riescono a far nulla per lei, su disposizione delle autorità è destinata al trattamento riservato agli asociali: viene prelevata da casa, fasciata come una mummia e innalzata su un'alta impalcatura fuori dalla città, esposta al sole finché la morte non sopraggiunga. Florian cerca inizialmente d'impedire il trattamento, ma poi si rassegna, convinto che Anna è ormai irrecuperabile. Da quel momento però diffida sempre più dell'utopia di Patera, che non è ancora riuscito a incontrare nonostante le sue reiterate richieste, e si avvicina a Hercules Bell, un facoltoso americano di colore che accusa pubblicamente Patera di essere un criminale e offre un milione di dollari a chi gli porterà la sua testa. Dopo un suo comizio nella pubblica piazza, la folla assalta la portantina sulla quale crede che si trovi Patera, ma vi si trova solo un suo fantoccio rivestito di abiti pontificali. Nel disordine che ne segue, Florian trova effettivamente il corpo di Patera in una torre campanaria, morto perché l'ingranaggio dell'orologio gli è caduto addosso.
Senza più il suo fondatore, la città incomincia a crollare e dell'utopia di Patera non rimane che un mucchio di rovine in mezzo al deserto.

## Produzione
Le riprese di Traumstadt ebbero luogo nelle cittadine di Přísečnice e Český Krumlov (all'epoca in Cecoslovacchia) e in Israele per le scene nel deserto.
La realizzazione del film impiegò circa sei mesi e attorno a due milioni di marchi. La prima proiezione avvenne il 15 novembre 1973.